# Bolteniopsis sessilis
Bolteniopsis sessilis is een zakpijpensoort uit de familie van de Pyuridae. De wetenschappelijke naam van de soort werd in 1970 voor het eerst geldig gepubliceerd door het echtpaar Claude en Françoise Monniot.